# Phan Ngọc
Phan Ngọc (1925 – 26 tháng 8 năm 2020) là một dịch giả, nhà ngôn ngữ học, nhà nghiên cứu văn hóa Việt Nam. Ông được xem là nhà bách khoa cuối cùng của thế hệ trí thức Việt Nam được đào tạo dưới thời Pháp thuộc; tuy vậy những công trình của ông cũng đã gây không ít tranh cãi về chất lượng học thuật. Ông nguyên là chuyên viên cao cấp tại Viện Đông Nam Á, nguyên là Chủ nhiệm bộ môn đầu tiên của Bộ môn Ngôn ngữ học, Khoa Ngữ Văn, Trường Đại học Tổng hợp Hà Nội. Cụm công trình về văn hóa Việt Nam của ông gồm Văn hóa Việt Nam, cách tiếp cận mới (1994) và Tìm hiểu phong cách Nguyễn Du trong Truyện Kiều (1985) đã được Nhà nước Việt Nam tặng Giải thưởng Nhà nước năm 2000.

## Sự nghiệp
Phan Ngọc quê gốc ở xã Nhân Thành,  huyện Yên Thành, tỉnh Nghệ An trong một gia đình khoa bảng có truyền thống Nho học, cha ông là Phó bảng Phan Võ, nguyên Đốc học Phú Yên, Án sát Hà tĩnh, hàm Thượng thư Bộ Lễ. Ông sinh năm 1925 tại Tĩnh Gia, Thanh Hóa, nơi cha ông khi đó đang làm Tri phủ.
Ông có bằng tú tài vào thời Pháp thuộc, sau đó có học qua ở trường Y rồi nhập ngũ tham gia cuộc chiến chống Pháp chiến đấu trong biên chế của Sư đoàn 304, Quân đội Nhân dân Việt Nam.
Từ năm 1952-1954, Phan Ngọc là Trưởng phòng Phiên dịch Bộ Giáo dục.
Từ năm 1954-1955 ông là Sĩ quan Ban Liên hiệp đình chiến. Từ năm 1955-1958 Phan Ngọc là phụ giảng tại trường Đại học Sư phạm Hà Nội, tổ trưởng đầu tiên của tổ Ngôn ngữ học, đồng thời kiêm nhiệm giảng viên Văn học Trung Quốc, Lý luận văn học tại khoa Văn trường Đại học Tổng hợp Hà Nội. Do có liên quan tới vụ án Nhân văn - Giai phẩm, ông không được trực tiếp giảng dạy nữa mà chuyển sang làm nhân viên dịch thuật khoa Văn.
Từ năm 1980-1995 ông là chuyên viên cao cấp tại Viện nghiên cứu Đông Nam Á thuộc Viện Khoa học Xã hội Việt Nam. Ông được phong học hàm Phó Giáo sư năm 1992. Phan Ngọc đã giảng dạy ở Pháp, New Zealand, Hồng Kông, Singapore và viết khoảng 200 bài nghiên cứu đăng nhiều báo và tạp chí trong và ngoài nước.
Phan Ngọc là người biết nhiều ngoại ngữ. Ông từng dịch bộ Triết học Hegel từ tiếng Đức sang tiếng Việt để phục vụ Đại hội Đảng toàn quốc lần thứ IV của Đảng Cộng sản Việt Nam. Ông dịch Thần thoại Hy Lạp từ nguyên bản tiếng Hy Lạp; Spartacus từ nguyên bản tiếng Ý; Chiến tranh và hoà bình từ nguyên bản tiếng Nga; Sử ký Tư Mã Thiên, thơ Đỗ Phủ... từ nguyên bản tiếng Hán; Shakespeare từ nguyên bản tiếng Anh.

## Tác phẩm

### Dịch phẩm
- Chuyện làng Nho, 1961
- Tuyển tập kịch Sêch-xpia (Shakespeare), 1963 (dịch chung)
- Chiến tranh và hòa bình, chung nhóm dịch của Cao Xuân Hạo (bút danh Nhữ Thành)
- Đê Vit Cơpơphin (Nguyên tác: David Copperfield), 2 tập, Nhà xuất bản Văn học, 1976, 1977
- Ôlivơ Tuyt (Nguyên tác: Oliver Twist), 2 tập, Nhà xuất bản Văn học, 1986
- Sử ký Tư Mã Thiên, 1964, tái bản 1988 (bút danh Nhữ Thành), tái bản có bổ sung, 1999
- Hình thái học của nghệ thuật (M. X. Kagan)
- Trần trụi giữa bầy sói, 1985 (dịch cùng Xuân Oánh). (Nguyên tác: Nackt unter Wölfen của Bruno Apitz)
- Hàn Phi Tử, 1990
- Mỹ học (Hegel), 1800 trang, nhà xuất bản Văn Học, Hà Nội, 1999

### Biên soạn
- Thần thoại Hy Lạp, 1980 (ký tên Nhữ Thành)[6]
- Từ điển Anh-Việt, 1994

### Nghiên cứu
- Cách chữa lỗi chính tả cho học sinh, 1980
- Tiếp xúc ngôn ngữ ở Đông Nam Á, 1983 (cùng Phạm Đức Dương)
- Nội dung xã hội và mỹ học của tuồng đồ, 1984 (cùng Lê Ngọc Cầu)
- Tìm hiểu phong cách Nguyễn Du trong Truyện Kiều, 1985[6]
- Đỗ Phủ, nhà thơ dân đen, 1990
- Mẹo giải nghĩa các từ Hán Việt, 1991
- Văn hóa Việt Nam và cách tiếp cận mới, 1994
- Văn học xét theo văn hóa học
- Cách giải thích văn học bằng ngôn ngữ học, 1995
- Đỗ Phủ, nhà thơ thánh với hơn một nghìn bài thơ, 2001

## Khả năng sử dụng ngoại ngữ
Phó giáo sư Phan Ngọc ngoài việc công việc dịch giả được nhiều người biết đến, ông còn có khả năng ngữ âm rất tốt. Dù chưa bao giờ tới Nga nhưng khi Phan Ngọc nghe người khác nói ngôn ngữ này, ông có thể nhận định chính xác người đó đang nói tiếng Nga vùng bắc hay nam Sông Volga, vùng phía tây hay phía đông Moskva. Theo thông tin của Báo Thanh Niên, sau Trương Vĩnh Ký Phan Ngọc là người biết nhiều ngoại ngữ nhất ở Việt Nam. Ông biết tới 12 ngoại ngữ, trong đó sử dụng thông thạo được 6 ngoại ngữ .
Năm 1976, dịch giả Phan Ngọc đã dịch  từ "Triết học Hegel" để chuẩn bị cho Đại hội Đảng toàn quốc lần thứ IV từ nguyên bản tiếng Đức, hoàn thành vượt thời hạn 3 tháng, dù trước đó ông chưa hề biết tiếng Đức. Ông được gọi là "vua" dịch giả ở Việt Nam.

## Thái độ dịch thuật
Nhưng cũng chính bản dịch Mỹ học từ Triết học Hegel của ông đã được nhà văn Phạm Thị Hoài ở Đức dùng làm minh chứng cho thái độ lựa chọn được ưa thích của một số trí thức trong nước, vừa muốn theo đúng đường lối hướng dẫn của Đảng và Nhà nước Việt Nam ("phải lấy chủ nghĩa duy vật lịch sử, phép biện chứng mác-xít và mĩ học mác-xít với hạt nhân là lý thuyết phản ánh") lại vừa muốn trình bày trí thức không chết cứng trong giáo điều, mà Phạm Thị Hoài gọi là thái độ "tuy-đúng-đường-lối-nhưng-không-giáo-điều". Cũng theo đánh giá của Phạm Thị Hoài, bản dịch này của ông đã mắc những lỗi cẩu thả, đoán mò, dịch sai, tuỳ tiện thêm, bớt,... và "gần như toàn bộ bản dịch đều sai cả".

## Câu nói
- "Đối với nhà khoa học, quan trọng nhất là quyển sách để lại; còn những cái khác là phụ".

## Nhận xét
- "Phan Ngọc là một nhà khoa học đồng thời là một nhà tư tưởng. Và có lẽ, ông ham trở thành một nhà tư tưởng hơn. Thậm chí một nhà lập thuyết. Bởi vậy, ông thường đẩy những vấn đề khoa học (đôi khi chưa được nghiên cứu đầy đủ) thành những "thuyết", những "luận". Tôi không dám chắc một trăm phần trăm để có thể nói rằng "thuyết bricolage" về bản sắc của văn hóa Việt Nam là đúng hay sai (tuy đôi khi trong khoa học đúng sai chưa phải là quan trọng mà quan trọng là vấn đề kích thích sự nghĩ suy của xã hội). Nhưng tôi cho rằng, ít nhất, thuyết "lắp ghép" rất đúng với cá nhân nhà lập thuyết..."_PGS-TS Đỗ Lai Thúy - Tạp chí Văn hóa Nghệ thuật.
- "Những công trình đồ sộ rất khó lòng giới thiệu đầy đủ của học giả Phan Ngọc là kết quả của một đời nghiên cứu, dịch thuật, sáng tạo không biết mỏi mệt. Khi về già, thầy mới được xuất ngoại, lần đầu nhìn thấy "mây trời ngoại quốc", dự các hội nghị khoa học và thuyết trình ở các trường đại học lớn ở Paris, Bắc Kinh, Băng Cốc. Ở đấy, người ta trân trọng giới thiệu thầy là "dịch giả Shakespeare, Sử ký Tư Mã Thiên và Mỹ học Heghen" có nơi gọi thầy là "một phần viện Triết học, Văn học, Sử học cộng lại". Ở Bắc Kinh, người ta nói: "Những học giả như ông Phan Ngọc ở Trung Quốc nay không còn nữa..."_PGS.TS Nguyễn Thái Hòa - Trường ĐHSP Hà Nội.
- "Vận dụng thao tác cấu trúc vào nghiên cứu văn học, Phan Ngọc đã thể hiện một tài năng hơn người. Ông không nghiên cứu hình thức thuần túy như những con cờ trên bàn cờ văn học mà đi sâu khám phá, lý giải sức tác động, độ khúc xạ của những quan hệ hiện thực, lịch sử vào sự tạo thành của hình thức văn học. Vì thế công trình của ông thường có nội dung văn hóa, lịch sử phong phú. ở đây thể hiện sự uyên bác, lịch lãm và tài hoa của người nghiên cứu" - GS Trần Đình Sử.

- "Trong phần giới thiệu ở dạng tóm tắt nội dung dài 50 trang mở đầu bản dịch Mĩ học, Phan Ngọc trình bày một bản hướng dẫn sử dụng cái cỗ máy tư tưởng khổng lồ và có vẻ dễ gây sự cố này sao cho an toàn nhất, trên cơ sở kết hợp hai thái độ căn bản cần phải có: a) phải lấy chủ nghĩa duy vật lịch sử, phép biện chứng mác-xít và mĩ học mác-xít với hạt nhân là lý thuyết phản ánh để phê phán những khuyết điểm và hạn chế ở Hegel; b) phải nhìn nhận những đóng góp tích cực nhất định của Hegel. Sở dĩ chúng là những đóng góp đáng nghiên cứu bởi chúng chẳng những không hoàn toàn mâu thuẫn mà còn tương đối gần với chủ nghĩa duy vật lịch sử, phép biện chứng mác-xít và mĩ học mác-xít với hạt nhân là lý thuyết phản ánh. Thái độ thứ nhất là đương nhiên, không có gì cần chú ý. Nhưng thái độ thứ hai là thứ cho phép những người đỡ đầu như Phan Ngọc dường như vừa đi đúng đường lối vừa giúp cho đường lối ấy khỏi chết cứng trong giáo điều. Vị trí tuy-đúng-đường-lối-nhưng-không-giáo-điều vốn là sự lựa chọn ưa thích của giới trí thức trong nước..... Song như thế nào mặc lòng, trong trường hợp cụ thể này thì lựa chọn của Phan Ngọc khiến ông phải hiểu, trình bày và chuyển tải Hegel sao cho chúng ta đủ hình dung ra một trí tuệ tuy có những cái "trác việt" của nó nhưng đầy hạn chế không thể tự vượt qua, một trí tuệ ắt phải đi đến chỗ "bi kịch", "quái đản", "bế tắc"......Tôi xin phép khẳng định ngay rằng, đánh giá bản dịch của Phan Ngọc bằng cách so với nguyên tác là việc không đòi hỏi công sức gì đáng kể. Nếu nó chỉ có một số sai sót thì tìm ra chúng giữa gần một triệu chữ sẽ khổ công lắm. Nhưng nó không sai sót một cách khiêm tốn như vậy. Thật may là gần như toàn bộ bản dịch đều sai cả." - Phạm Thị Hoài nhận xét về bản dịch Mỹ học (2 tập) của Heghen (Nhà xuất bản Văn học).